# HD 164712
HD 164712 är en ensam stjärna belägen i den mellersta delen av stjärnbilden Paradisfågeln. Den har en skenbar magnitud av ca 5,86 och är svagt synlig för blotta ögat där ljusföroreningar ej förekommer. Baserat på parallaxmätning inom Hipparcosuppdraget på ca 13,3 mas, beräknas den befinna sig på ett avstånd på ca 246 ljusår (ca 75 parsek) från solen. Den rör sig bort från solen med en heliocentrisk radialhastighet på 15 km/s.

## Egenskaper
HD 164712 är en orange till röd jättestjärna av spektralklass K2 III. Den har en radie som är ca 8 solradier och har ca 41 gånger solens utstrålning av energi från dess fotosfär vid en effektiv temperatur av ca 3 500 - 5 000 K. Stjärnan visar tecken på överskott av infraröd strålning, vilket tyder på närvaro av en omgivande stoftskiva.